# Lopezia miniata
Lopezia miniata là một loài thực vật có hoa trong họ Anh thảo chiều. Loài này được Lag. ex DC. mô tả khoa học đầu tiên năm 1813.